# Борова (Верхотурський міський округ)
Борова́ (рос. Боровая) — присілок у складі Верхотурського міського округу Свердловської області.
Населення — 1 особа (2010, 2 у 2002).
Національний склад населення станом на 2002 рік: росіяни — 100 %.